# Togliatti Challenger 2002
Il Togliatti Challenger 2002 è stato un torneo di tennis facente parte della categoria ATP Challenger Series nell'ambito dell'ATP Challenger Series 2002. Il torneo si è giocato a Togliatti in Russia dal 15 al 21 luglio 2002 su campi in cemento.

## Vincitori

### Singolare
Alexander Peya ha battuto in finale  Dmitri Vlasov con il punteggio di 6–4, 6–4

### Doppio
Philipp Mukhometov /  Dmitri Vlasov hanno battuto in finale  Artem Derepasko /  Michail Elgin con il punteggio di 6–4, 6–4